# San Estanislao
San Estanislao este un oraș din departamentul San Pedro, Paraguay.

## Istoric
Localitatea a fost întemeiată în data de 28 noiembrie 1750 ca misiune iezuită și denumită în onoarea sfântului Stanislau Kostka.